# North Fork Fortymile
Pour les articles homonymes, voir North Fork.
La rivière North Fork Fortymile est un cours d'eau d'Alaska, aux États-Unis situé dans la région de recensement de Southeast Fairbanks. C'est un affluent de la rivière Fortymile, elle-même affluent du  fleuve Yukon.

## Description
Longue de 44 milles (71 km), elle coule en direction du sud-est et rejoint la rivière South Fork Fortymile pour former la rivière Fortymile à 42 milles (68 km) au sud-ouest de Eagle.
Son nom local a été utilisé dès 1886.

## Affluent
- Middle Fork Fortymile

## Sources
- (en) « North Fork Fortymile », Geographic Names Information System